# Haunted Castle
 (septembre 2017).
Si vous disposez d'ouvrages ou d'articles de référence ou si vous connaissez des sites web de qualité traitant du thème abordé ici, merci de compléter l'article en donnant les références utiles à sa vérifiabilité et en les liant à la section « Notes et références ».
Haunted Castle (Akumajō Dracula) est un jeu vidéo d'action et de plates-formes développé et édité par Konami, sorti en 1987 sur borne d'arcade et en 2006 sur PlayStation 2.

## Système de jeu
Haunted Castle est un jeu de plate-forme composé de 6 niveaux chronométrés. Le joueur y incarne Simon Belmont. Il peut attaquer avec son fouet, sauter et utiliser une arme secondaire. Ces armes secondaires peuvent se trouver sur des monstres, et consomment des "cœurs" (se trouvant eux-aussi en battant des monstres) à chaque utilisation. Le joueur peut porter seulement une arme à la fois. Le fouet de Simon Belmont peut évoluer en morgenstern puis en épée afin d'augmenter les dégâts infligés aux ennemis,.
Les niveaux sont composés d'une phase plate-forme semblable au premier Castlevania et se conclut par un combat de boss. À la fin du dernier niveau, le joueur affronte Dracula.

## Rééditions
Haunted Castle a été réédité en 2006 sur PlayStation 2, uniquement au Japon dans la gamme Oretachi Gēsen Zoku, aux côtés d'autres jeux d'arcade édités par Konami.
Le jeu a été porté une seconde fois sur PlayStation 4 par Hamster (entreprise) dans la gamme Arcade Archives. Ce portage comprend aussi le premier Castlevania dans sa version japonaise.